# Taha Hussein
Taha Hussein (in arabo طه حسين‎?, Ṭāhā Ḥusayn; ʿIzbet al-Kīlō, 14 novembre 1889 – Il Cairo, 28 ottobre 1973) è stato uno scrittore, docente e politico egiziano.

## Biografia
Taha Hussein, uno dei principali scrittori e intellettuali egiziani, è una delle più importanti figure del movimento detto del Riformismo arabo-islamico (Iṣlāḥiyya). Nacque nel villaggio di ʿIzbet al-Kīlō (ُعزبه الكيلو) nel Governatorato di Minya, nella zona centrale dell'Alto Egitto. Contrasse un'infezione agli occhi da piccolo e le cure inadeguate ricevute lo resero del tutto cieco all'età di tre anni. Frequentò una scuola coranica (kuttāb) e fu poi mandato a completare studi superiori nella notissima Università-Moschea di al-Azhar al Cairo, dove studiò scienze religiose (ʿulūm dīniyya) e letterature arabe (ādāb ʿarabiyya).

## Carriera accademica e pubblica
Quando nel 1908 fu istituita - per espresso volere dell'illuminato principe ereditario Ḥasan Fuʾād (poi re col nome di Fuʾād I) - la laica Università del Cairo ("Università Egiziana", poi diventata meglio nota come "Università Khediviale"), egli desiderò ardentemente di esservi ammesso, e malgrado fosse cieco e povero ottenne un posto. Nel 1914 divenne il primo laureato a ricevere un Dottorato di Ricerca in Francia, nell'Università di Montpellier, con una tesi riguardante il poeta scettico e filosofo, vissuto tra X e XI sec., Abū al-ʿAlāʾ al-Maʿarrī, famoso per la sua "Epistola del Perdono" (Risālat al-ghufrān), accostata per molto tempo alla Divina Commedia, anche se i rapporti tra le due opere sono poi stati ampiamente ridimensionati, e anch'egli cieco.
 
Tra i suoi docenti ebbe il grande arabista italiano Carlo Alfonso Nallino (che svolse colà, nel triennio 1909-10, 1910-11 e 1911-12, corsi sull'astronomia islamica e sulla letteratura araba col quale ebbe modo d'intrattenere in futuro un cordiale e non formale rapporto di amicizia, oltre che di colleganza, dal momento che era diventato professore di Letteratura Araba nella stessa Università dove aveva studiato. Nel 1919 fu poi nominato professore di Storia nel medesimo Ateneo cairino.
Inoltre egli fu il primo Rettore dell'Università di Alessandria d'Egitto. Scrisse numerose novelle e saggi, per quanto egli sia maggiormente conosciuto fuori del mondo arabo per la sua autobiografia, al-Ayyām (in arabo الايام‎?, I giorni), pubblicata in Egitto col titolo Un'infanzia egiziana (1932) e La corrente dei giorni (1943).
Un importante episodio della sua vita fu costituito dalla pubblicazione del suo fondamentale saggio, composto negli anni venti: "Sulla poesia preislamica" (in arabo في الشعر الجاهلي ‎?, Fī l-shiʿr al-jāhilī), pubblicato nel 1926. In esso egli esprimeva i suoi fondati dubbi sull'autenticità di buona parte della poesia tradizionale araba preislamica, per la quale il mondo arabo ha sempre avuto una passione non soltanto estetica, affermando che essa poteva aver subito importanti interpolazioni in età successiva abbaside. In questo libro, egli accennava anche al fatto che il Corano potesse non essere assunto come un'importante fonte storica. Naturalmente questo libro suscitò grandi passioni e furibonde reazioni da parte degli ambienti dell'Università-Moschea di al-Azhar, in cui aveva inizialmente cominciato la sua formazione universitaria, e da parte del mondo religioso più conservatore. Fu denunciato alla magistratura con l'imputazione di offesa all'Islam, ma la pubblica accusa stabilì che quanto Taha Hussein aveva scritto era la libera opinione di un ricercatore accademico e che nessuna azione legale poteva essere quindi intrapresa contro di lui. Il suo libro fu nondimeno messo al bando, ma nel 1927 venne pubblicato con alcune modifiche e revisioni minori, sotto il titolo "Sulla letteratura preislamica" (in arabo في الأدب الجاهلي‎?, Fī l-adab al-jāhilī).
Taha Hussein fu un intellettuale riformista e, di fatto, illuminista (ishrāqī). Fu un sostenitore della cosiddetta ideologia del Faraonismo, che asseriva che la civiltà egiziana affondasse le proprie radici nella millenaria tradizione faraonica e che a questa dovesse rifarsi. Egli riteneva inoltre che tra civiltà araba e occidentale mediterranea, in particolare greca, non vi fosse conflitto, ma comunanza d'origine.
Taha Hussein incontrò Suzanne, sua moglie, mentre studiava in Francia, dove conseguì un B.A. nell'Università di Montpellier e un secondo Dottorato di Ricerca nell'Università di Parigi (Sorbona) nel 1917, con una seconda tesi sullo storico e sociologo del XIV secolo, Ibn Khaldun. Suzanne leggeva per lui, dal momento che non tutto quello che gli serviva era disponibile in Braille. Dopo la morte di Taha nell'ottobre del 1973, pubblicò Maʿak (Con te), in cui narrava la loro vita insieme. Prima della sua morte, Suzanne fu insignita con lo United Nations Human Rights Award.
Fu un fervente sostenitore dell'Illuminismo, del rispetto per la ragione e dell'emancipazione femminile, insistendo perché l'educazione restasse ispirata ai valori della libertà, affermando che essa era un basilare diritto per ogni essere umano, proclamando che "la conoscenza è come l'acqua e l'aria".
 
Divenne ministro dell'Educazione nel 1950, e il nuovo governo egiziano dispose grazie a lui che l'insegnamento primario diventasse gratuito per tutti: cosa che ancor oggi è rimasto un pilastro del sistema educativo di quel paese.

## Opere
I suoi lavori letterari possono essere suddivisi in 3 categorie:
- Studi di letteratura e di cultura araba e islamica.
- Lavori di letteratura, aventi come tema i problemi della povertà e dell'ignoranza.
- Articoli di taglio politico pubblicati sui due giornali di cui egli era direttore.

Fra i suoi lavori più importanti si ricordano:
- Conversazione del mercoledì (in arabo حديث الأربعاء‎?, Ḥadīth al-arbʿāʾ) del 1925: una collezione di saggi di critica letteraria sulla poesia preislamica, pubblicata integralmente in italiano da Isabella Passerini per l'Istituto per l'Oriente Carlo Alfonso Nallino a fine 2020.
- Sulla poesia preislamica in arabo في الشعر الجاهلي‎?, Fī l-shiʿr al-jāhilī), 1926 (pubblicata integralmente in italiano a fine 2020 nella traduzione di Paola Viviani per l'Istituto per l'Oriente Carlo Alfonso Nallino di Roma, in coedizione con la GEBO (General Egyptian Book Organization/al-Hayʾa al-ʿĀmma li-l-Kitāb) del Cairo.
- I sofferenti: Storie e polemiche (in arabo المعذبون فى الأرض‎?, al-Muʿadhdhibūn fī l-arḍ).
- Un uomo di lettere, novella (in arabo أديب‎?, Adīb - Storia di un letterato), tradotto in italiano da Maria Elena Paniconi (Venezia, Edizioni Ca' Foscari, 2017).
- I giorni (Autobiografia in 3 parti) (in arabo الأيام‎?, al-Ayyām), pubblicata integralmente nel 2019 nella traduzione di Umberto Rizzitano dall'Istituto per l'Oriente Carlo Alfonso Nallino di Roma.
- Un'infanzia egiziana.
- Il futuro della cultura in Egitto (مستقبل الثقافة فى مصر).
- Il verso del chiurlo.
- Il ricordo di Abū l-Alāʾ (al-Maʿarrī), 1915.
- Testi poetici selezionati da drammi greci, 1924.
- La filosofia di Ibn Khaldun, 1925.
- Drammi di un gruppo dei più famosi scrittori francesi, 1924.
- Pionieri del pensiero, 1925.
- In estate, 1933.
- Hafez e Shawqi, 1933.
- La vita del Profeta "ʿAlà Hamesh al-Sira", 1933.
- Il verso del chiurlo, 1934.
- Da lontano, 1935.
- Un uomo di lettere, 1935.
- La vita letteraria nella Penisola Araba, 1935.
- Insieme ad Abū l-ʿAlāʾ (al-Maʿarrī) nella sua prigione, 1935.
- Poesia e prosa, 1936.
- Palazzo stregato, 1937.
- Insieme ad al-Mutanabbi, 1937.
- Il futuro della cultura in Egitto, 1938.
- Momenti, 1942.
- La voce di Parigi, 1943.
- I sogni di Sheherzad, 1943.
- L'albero della miseria, شجرة البؤس) 	1944).
- Paradiso di spine, 1945.
- Capitoli sulla letteratura e la critica, 1945.
- La voce di Abū l-ʿAlāʾ (al-Maʿarrī), 1945.
- 'Othman "la prima parte della Grande Sedizione".
- "al-Fitna al-Kubrà", 1947.
- Viaggio primaverile, 1948.
- La tortura della coscienza moderna, 1949.
- La divina promessa "al-Waʿd al-ḥaqq", 1950.
- Il Paradiso degli animali, 1950.
- L'amore perduto, 1951.
- Da lì, 1952.
- Varietà, 1952.
- Nel mezzo, 1952.
- ʿAlī e i suoi figli (la seconda parte della Grande Sedizione", 1953.
- (Sharh Lozum Mala Yalzm, Abū l-ʿAlāʾ), 1955.
- Antagonismo e riforma, 1955.
- Critica e riforma, 1956.
- La nostra letteratura contemporanea, 1958.
- Specchio dell'Islam, 1959.
- Nonsenso estivo, 1959.
- Sul dramma occidentale, 1959.
- Conversazioni, 1959.
- al-Shaykhān (Abū Bakr e Omar ibn al-Khattab), 1960.
- Dal nonsenso estivo alla serietà invernale, 1961.
- Riflessioni, 1965.
- Al di là del fiume, 1975.
- Parole, 1976.
- Tradizione e rinnovamento, 1978.
- Libri e Autori, 1980.
- Dall'altra sponda, 1990.

## Onorificenze

### Onorificenze egiziane
Cavaliere di gran croce dell'Ordine al merito